# Роуз, Селена
Селена Роуз (англ. Selena Rose; род. 7 августа 1990, Лас-Вегас, Невада, США) — американская порноактриса.

## Ранняя жизнь
Селена Роуз родилась в городе Лас-Вегас, штат Невада, США. Выросла в Майами штат Флорида. Имеет испанские и кубинские корни.

## Карьера в порнофильмах
Карьеру начала в 2010 году. Активно сотрудничает со студией Digital Playground, на которой активно трудятся Джесси Джейн, Кайден Кросс, Стоя и Биби Джонс. На июнь 2017 года снялась в 91 фильме.

## Премии и номинации
| Год  | Церемония  | Результат | Награда                    | Фильм               |
| ---- | ---------- | --------- | -------------------------- | ------------------- |
| 2012 | AVN Award  | Номинация | Лучшая новая старлетка     | н/д                 |
| 2012 | XBIZ Award | Номинация | Лучшая новая старлетка     | н/д                 |
| 2013 | XBIZ Award | Победа    | Best Scene — All-Girl      | Mothers & Daughters |
| 2014 | XBIZ Award | Победа    | Best Scene — Feature Movie | Code of Honor       |

## Фильмография

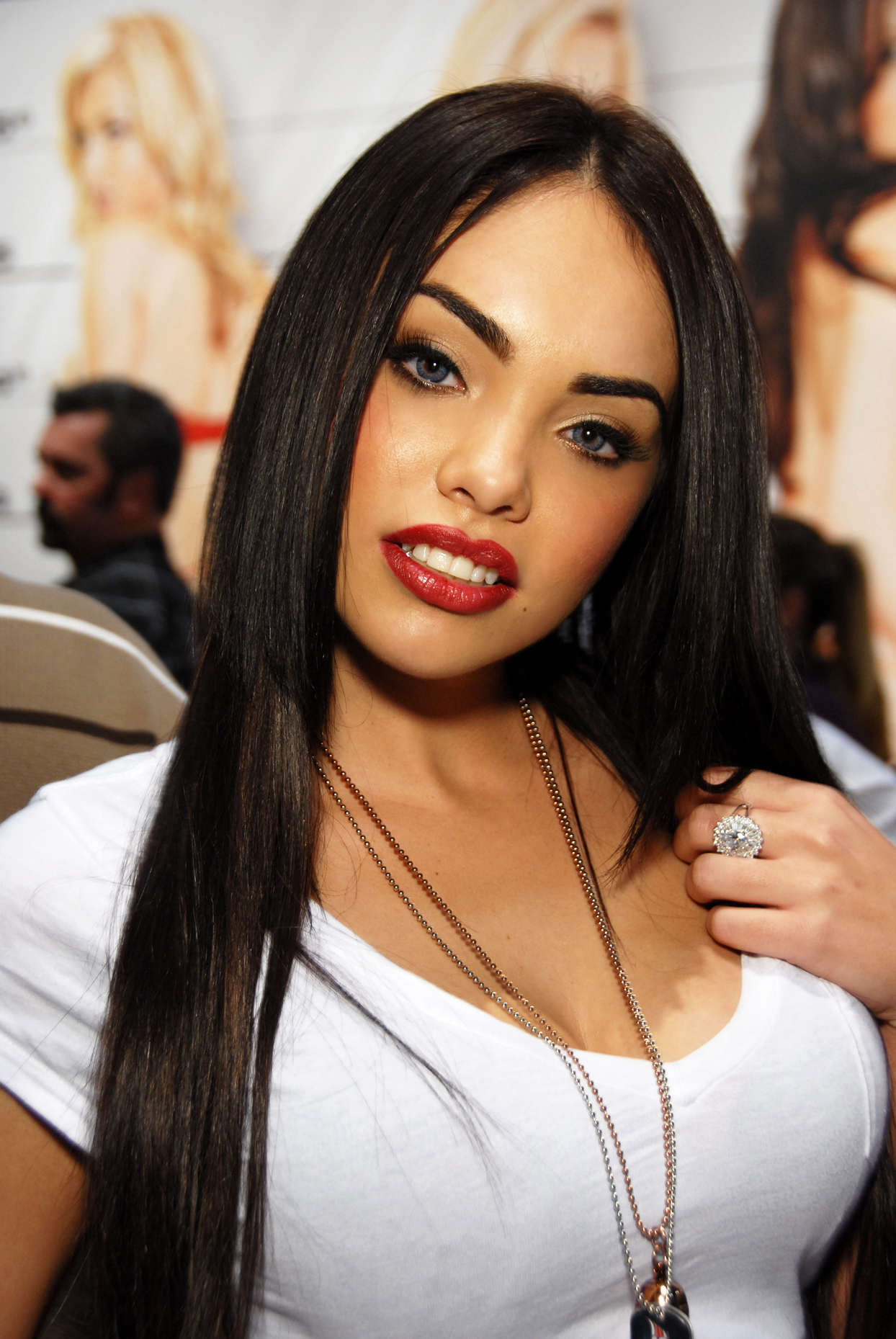
Роуз в 2011 году

- Top Guns (2011)
- Blind Date (2013)
- Bad Girls 8 (2012)
- Piped Pixies (2011)
- Cheater (2010)
- Escort (2011)
- Escaladies (2011)
- Escaladies 2 (2011)
- Nurses 2 (2012)
- Latin Girlfriends (2010)
- Naughty Neighbors (2010)